# Вулиця Гонти (Львів)
Ву́лиця Го́нти — вулиця в центральній частині міста Львова, сполучає площу Князя Ярослава Осмомисла з площею Данила Галицького. 

## Назва
Отримала свою назву 1950 року на честь одного з ватажків Коліївщини — Івана Ґонти. Від початку XIX століття вона мала назву Костельна, бо поруч був костел Марії Сніжної. Під час німецької окупації — Кірхенштрассе, у 1944—1950 роках — знов Костельна. 

## Забудова
В архітектурному ансамблі вулиці Гонти використані стилі класицизм та віденська сецесія. Будинки внесені до Реєстру пам'яток архітектури місцевого значення відсутні.

Меморіальна дошка Валентині Лєсній.

Під № 1 від радянських часів діє юридична консультація Франківського району (до 1991 року — Радянського району) міста Львова. У 1991—2011 роках завідувачем юридичної консультації була Лєсна Валентина Сергіївна (1925—2013). У 2015 році на фасаді будинку була встановлена меморіальна таблиця відомому юристу Валентині Лєсній.
У житловому будинку № 5 за Польщі був продаж шкір Спілки виробників сирих шкір і магазин жалюзів Моріца.
Житловий будинок № 8, споруджений в комплексі з будівлею Львівського обласного театру ляльок у 1913—1914 роках за проєктом Ян Протшке, як будинок Ремісничої палати. Скульптурне оздоблення будинку приписується Михайлові Маковичу. Вхід до цього будинку, за задумом архітектора, слугує одночасно службовим ходом до будівлі та входом до житлової частини будинку. Через нестабільну ситуацію, котра виникла у зв'язку з Першою світовою війною, після глибокої фінансової кризи багато приміщень здавалося в оренду і відповідно у власників будинку були кошти на його утримання.